# 今福站
今福站（日语：／ Imabuku eki */?）是位於長崎縣松浦市今福町東免，松浦鐵道的西九州線車站。
車站設有愛稱，這個愛稱也在附近的神社和商店街使用。

## 歷史
- 1930年10月1日：車站啟用。
- 1933年6月25日：路線伸延至志佐站[2]。
- 1970年10月1日：結束貨物起卸業務。
- 1987年4月1日：隨國鐵分割民營化，車站由九州旅客鐵道（JR九州）營運[3][4][5]，成為JR九州松浦線車站。
- 1988年4月1日：松浦鐵道接管松浦線，成為松浦鐵道西九州線車站。同時成為無人車站。
- 2015年5月11日：車站愛稱定為[1]。

## 車站構造
車站是一座地面車站，設有2面2線的相對式月台。實際上為2面3線的構造，當中1線不會使用。此站是無人車站，沒有車站大樓，只有候車室。兩月台之間設有站內平交道。

### 月台
| 月台 | 路線      | 上下行 | 方向                               |
| ---- | --------- | ------ | ---------------------------------- |
| 北邊 | ■西九州線 | 上行   | 伊萬里方向                         |
| 南邊 | ■西九州線 | 下行   | 松浦、田平平戶口、佐佐、佐世保方向 |

## 車站周邊
車站位於今福町外。
- 國道204號
- 松浦市立今福小學（日语：松浦市立今福小学校）
- 松浦市立今福中學（日语：松浦市立今福中学校）
- 今福保育所
- 松浦市政廳今福分所
- 今福郵局

## 使用狀況
以下為1日平均乘車人次列表：
| 乘車人員變化 | 乘車人員變化 |
| 年度         | 1日平均人次  |
| ------------ | ------------ |
| 1998         | 265          |
| 1999         | 334          |
| 2000         | 356          |
| 2001         | 262          |
| 2002         | 267          |
| 2003         | 264          |
| 2004         | 254          |
| 2005         | 240          |
| 2006         | 214          |
| 2007         | 182          |
| 2008         | 169          |
| 2009         | 137          |
| 2010         | 105          |

## 相鄰車站
松浦鐵道
西九州線
福島口－今福－鷹島口

## 注腳
1. 1 2   (PDF) (新闻稿). 松浦鉄道. 2015-05-11  [2021-02-13]. （原始内容 (PDF)存档于2019-03-06） （日语）.
2. ↑  日本《官報》第1940號「鐵道省告示第255號」，1933年6月21日：第623頁。
3. ↑  九州鉄道百年祭実行委員会・百年史編纂部会 (编).  初版. 九州旅客鉄道. 1988: 181 （日语）.
4. ↑  『交通年鑑 昭和63年版』 交通協力會，1988年3月。
5. ↑  今村都南雄 『民営化の效果と現実NTTとJR』 中央法規出版，1997年8月。ISBN 978-4805840863
6. ↑  長崎縣統計年鑑

## 外部連結
- 今福站時間表 （页面存档备份，存于）（日語） - 松浦鐵道